# Ziraat Bankası
Ziraat Bankası es un banco estatal turco fundado en 1863. El banco ofrece apoyo crediticio comercial a empresas y comerciantes, así como préstamos personales como préstamos al consumo, préstamos para vehículos y préstamos para vivienda.

## Historia
Durante la primera mitad del siglo XIX, con la adopción de modelos occidentales de comercio y finanzas, los bancos extranjeros iniciaron sus actividades en el Imperio Otomano. En ese período, no había suficiente capital para fundar un sistema bancario nacional y nadie podía mencionar la existencia de bancos nacionales como fuente de capital. Esta situación fue más perjudicial para los agricultores porque constituían la mayoría de la población y, como no tenían ninguna estructura financiera institucional a la que recurrir, tuvieron que pedir prestado dinero a los usureros a altas tasas de interés.
En estas condiciones, el gobernador de la provincia de Niš del Imperio Otomano, Midhat Pasha (1822-1884) comenzó a dar los primeros pasos para superar estas dificultades en 1863 y logró la reorganización de Memleket Sandığı (Fondos de la Patria), que se convirtió en ley con Reglamento de Fondos Nacionales en 1867. Fue la primera institución financiera agrícola fundada por el estado y operada con una garantía estatal.
En 1888, pasó a llamarse Ziraat Bankası y la oficina central del Ziraat Bank en Estambul comenzó a funcionar. La guerra greco-turca entre 1919 y 1922 afectó la política del banco. Las fuerzas de liberación griegas abrieron un Centro de Gestión del Banco Ziraat en Esmirna y las sucursales ocupadas y los fondos fueron llevados a la dirección del nuevo Centro. Por otro lado, la Gran Asamblea Nacional turca encargó a la sucursal del Ziraat Bank en Ankara la gestión de las sucursales y los fondos. Con la liberación de Esmirna por las fuerzas turcas el 9 de septiembre de 1922, la organización de Esmirna se volvió a unificar con la rama de Ankara; y el 23 de octubre, la organización de Estambul también se unificó con la filial de Ankara. Después de que terminó la Guerra de Independencia de Turquía a finales de 1923, Ziraat Bank volvió a convertirse en una entidad unida. Desde la década de 1930, Ziraat desempeñó un papel importante en la financiación de la mecanización agrícola en Turquía, que en la posguerra se benefició del apoyo del Plan Marshall de Estados Unidos.
En 1993, se fundaron y comenzaron a operar Ziraat Bank Moscow, Kazajstán Ziraat International Bank (KZI Bank), Turkmen Turkish Commercial Bank (TTC Bank) y Uzbekistan Turkish Bank (UT Bank) y en 2008 Ziraat Bank Greeece.
En Bosnia y Herzegovina, ZiraatBank BH d.d. Sarajevo, o simplemente Ziraat Banka, fue fundado en 1996 como el primer banco en Bosnia (después de la guerra de Bosnia) con capital extranjero. 
En 2001, Emlak Bankası se fusionó por completo con Ziraat Bank.